# 老鷹山 (智利)
老鷹山（西班牙語：Monte Águila），是位於智利南部比奥比奥大区的一座小鎮，人口達6,574人。

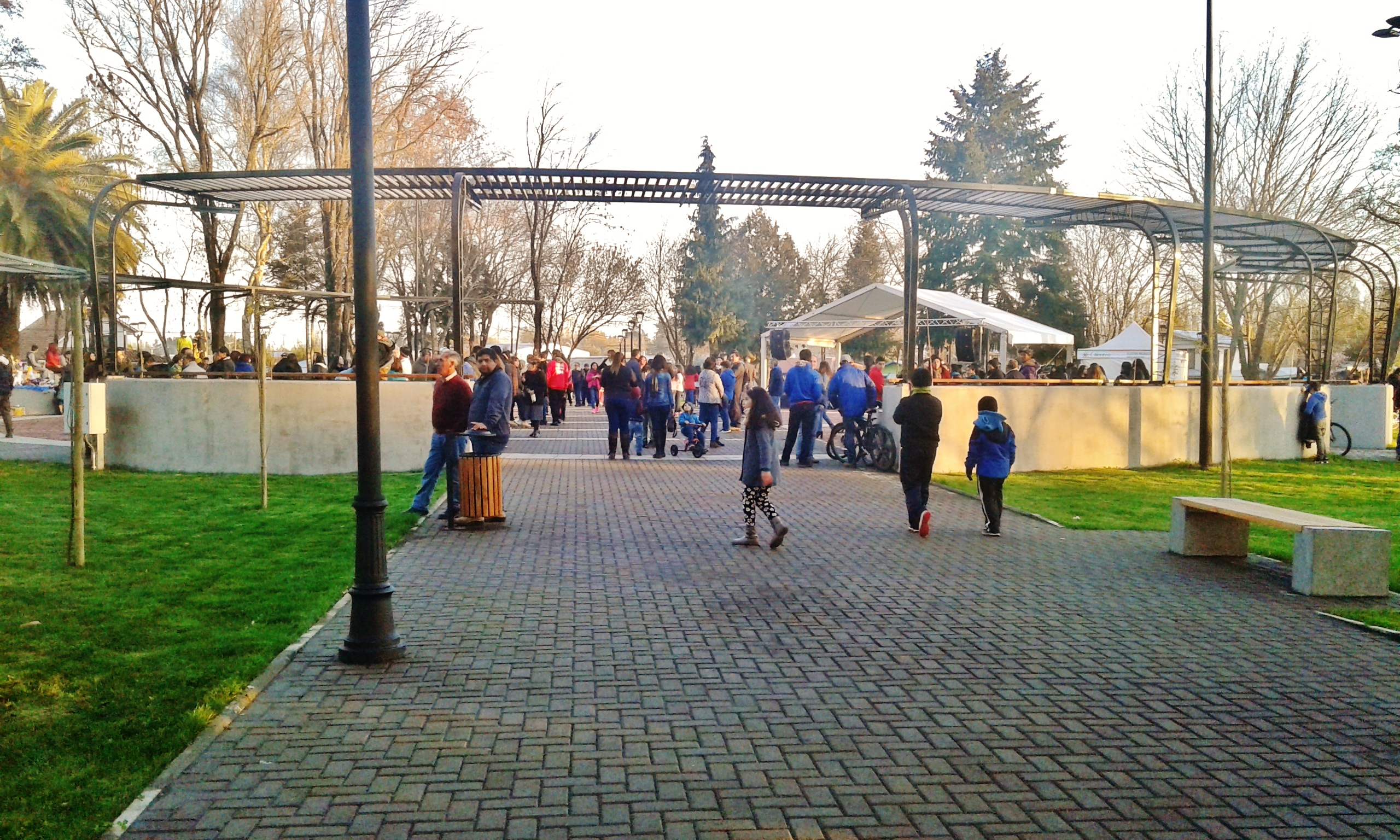
主廣場。
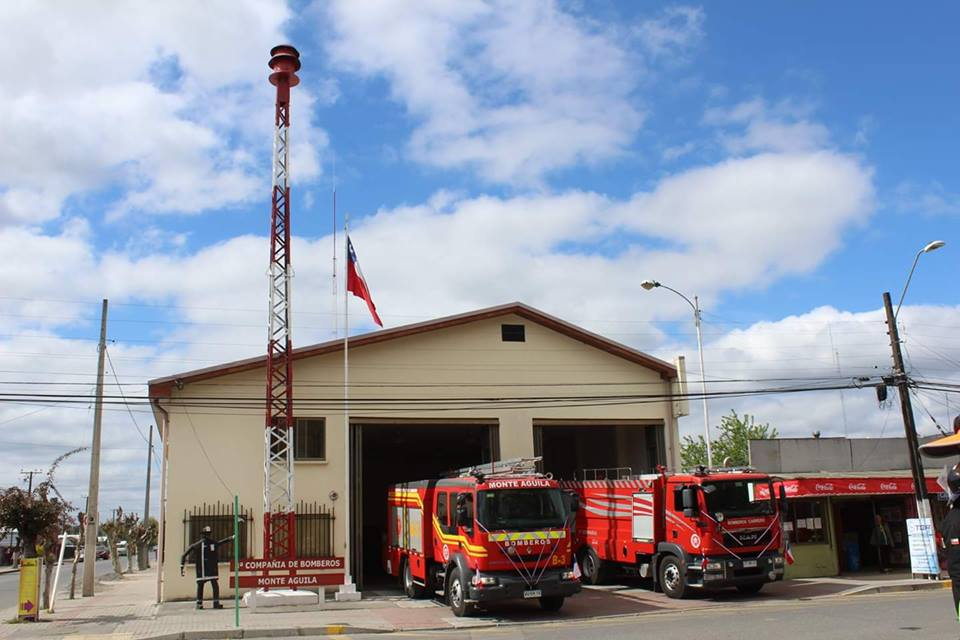
消防局。
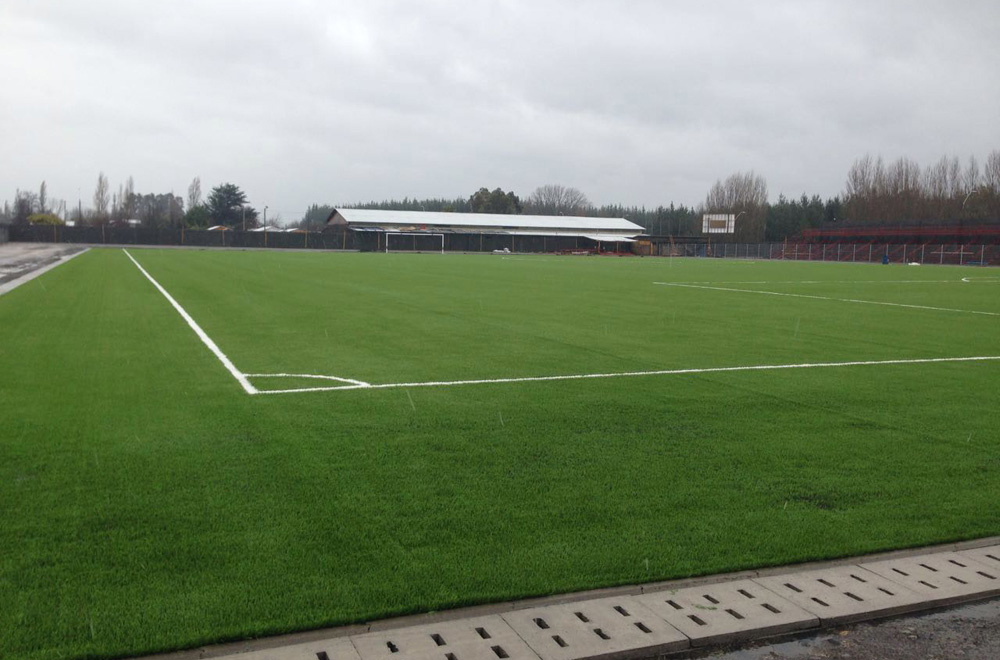
足球體育館。
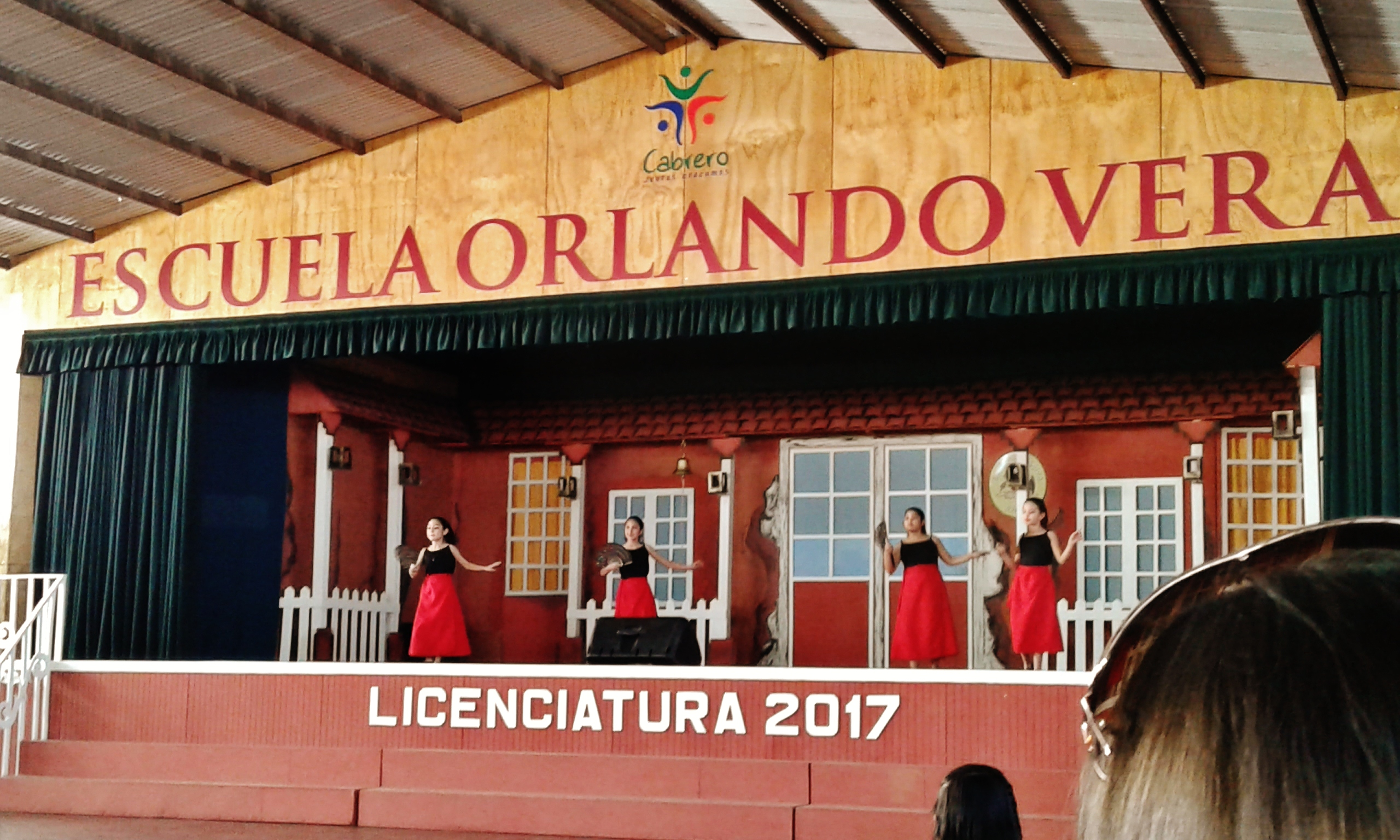
學校。